# Emmy Internacional 1982
A 10.ª cerimônia de entrega dos International Emmys (ou Emmy Internacional 1982)  aconteceu em 22 novembro de 1982 na cidade de Nova York, Estados Unidos.

## Cerimônia
Programas de televisão representando 50 emissoras de 19 países competiram para os Emmys internacionais de 1982. A cerimônia foi organizada pelo Conselho Internacional da Academia Nacional de Artes e Ciências Televisivas (hoje  Academia Internacional das Artes e Ciências Televisivas). Além dos prêmios para programação, a Academia Internacional premiou o japonês Akio Morita com o Emmy Directorate Award, e Michael Landon com o Emmy Founders Award. Com Morte e Vida Severina a Rede Globo ganhou o seu segundo Emmy Internacional. O especial narra a trajetória de um homem que migrou da caatinga para a cidade.

## Vencedores
| Melhor Drama                                            | Melhor Documentário                                                  |
| ------------------------------------------------------- | -------------------------------------------------------------------- |
| - A Voyage Round My Father - (BBC/Thames Television)    | - Is There One Who Understands Me?: The World of James Joyce - (RTÉ) |
| Melhor Performance Artística                            | Melhor Programa de Arte Popular                                      |
| - Morte e Vida Severina - (TV Globo)                    | - Alexei Sayle's Stuff - (BBC Two)                                   |
| Directorate Award                                       | Founders Award                                                       |
| - Akio Morita - (Diretor executivo da Sony Corporation) | - Michael Landon - (Produtor executivo/diretor/escritor)             |